# Wigston Magna
Wigston Magna is een plaats in het bestuurlijke gebied Oadby and Wigston, in het Engelse graafschap Leicestershire. De plaats telt 33.116 inwoners.